# 肉じゃが
肉じゃが（にくじゃが）は、日本の煮込み料理の一つである。肉とじゃがいもを醤油や砂糖などで甘辛く味付けした煮物であり、玉ねぎやにんじん、糸こんにゃくなども入れることがある。肉には、牛肉、豚肉、鶏肉などが使用される。肉じゃがの調理法は人により様々であり、調理の工程に定まったものがない。大きくは、油で炒めてから煮る方法と炒めずに煮る方法に分かれる。

## 歴史
食文化研究家の魚柄仁之助によると、肉じゃがが料理名として確認できる初出は、雑誌『主婦と生活』の1950年（昭和25年）1月号であり、四谷見附にあった外食券食堂のメニューに「肉ジャガ」があったと報告されている。しかし、それがどのような料理であったのか具体的にはわかっていない。
また、魚柄仁之助が調査したところ、最も古くに「肉じゃが」の料理名でレシピが紹介されたのは、『きょうの料理』のテキストの1964年（昭和39年）5月号であり、料理本で「肉じゃが」の料理名が一般的に使われだしたのは1975年（昭和50年）頃からである。
1980年代になると、肉じゃがが「おふくろの味」などと紹介されるようになる。女性向けの本やテレビ番組などが、そのイメージを推し進めた。これにより、肉じゃがは「家庭」と結びつけて認識されるようになった。

## 誕生の経緯に関する説

### 海軍発祥説
1988年、テレビ番組『謎学の旅』において、肉じゃがのルーツを探る内容が放送された。そこで、肉じゃがのルーツは海軍にあり、舞鶴に保管されていた『海軍厨業管理教科書』の中の「甘煮」が肉じゃがであるとされた。
この番組の制作にあたり、担当のディレクターから「肉じゃがの由来がはっきりしない。海軍に肉じゃがのルーツがあり、その手がかりを舞鶴で見つけたと結論づけたい」と高森直史が相談され、調査にあたった。高森は、舞鶴に保管されていた『海軍厨業管理教科書』において「甘煮」とされている料理が材料や作り方から肉じゃがと判断した。さらに、数冊の戦前の料理書を調べた結果、「甘煮」「肉じゃが」に相当するものが見つからなかったことから「肉じゃがのルーツは海軍にあり、それが舞鶴の資料で分かった」とみなした。

### 東郷平八郎発祥説
肉じゃがの発祥として広く流布している説に、「東郷平八郎が留学先のイギリスで食べたビーフシチューの味が忘れられず、艦上食として作らせようとしたが、ワインやバターがなかったため料理長は代わりに醤油と砂糖を使って作ったのが始まり」という話がある。また、料理長はビーフシチューを知らず想像で作った、などの少し違った話も存在する。
東郷平八郎を肉じゃがの発祥とする話は、そもそも、肉じゃがによる町おこしのため1995年（平成7年）に結成された「まいづる肉じゃがまつり実行委員会」が広めた話であり、「まいづる肉じゃがまつり実行委員会」の提唱者であり委員会の代表であった清水孝夫が町おこしのために創作したものである。この会では、東郷平八郎が舞鶴に赴任している時にビーフシチューを作らせようとして肉じゃがができたという話にしている。
舞鶴市では東郷平八郎を肉じゃがの発祥として肉じゃが発祥地の宣言が行われたが、その後、東郷が舞鶴に赴任するより前に呉に赴任していたことを理由に呉市も肉じゃが発祥地の名乗りをあげ、舞鶴と呉による肉じゃが発祥の地論争を起こしてマスコミに注目された。
しかし、東郷が舞鶴や呉に赴任する前に、すでに海軍ではビーフシチューが作られていたことを示す史料が存在する。海軍が1889年（明治22年）に制定した厨夫学術検査規格において四等厨夫の項目に“「シチユウ」仕方”をあげており、同じく1889年（明治22年）に制定した『五等厨夫教育規則』に“「シチユウ」仕方”をあげている。それに、ビーフシチューを作るためにワインもバターも必須ではない。
また、まいづる肉じゃがまつり実行委員会は肉じゃがと海軍の脚気対策とが関係あるかのようにいっているが、東郷平八郎が舞鶴や呉に赴任するより前の1885年（明治18年）に海軍は脚気をほぼ撲滅している（脚気対策については、「日本の脚気史#海軍」を参照）。

### その他の説
肉じゃがのルーツと考えられる料理はいくつもあり、日本各地で伝統的に作られてきた「イモの煮物」や「イモの煮っころがし」に、戦後に増えてきた肉料理が影響し、「いも＆にくの煮物」になっていき、今日の肉じゃがにたどり着いたのではないかと、魚柄は述べている。

## 発祥の地論争
1995年10月、舞鶴市が「肉じゃが発祥の地」を宣言した。東郷平八郎が初めて司令長官として赴任したのが舞鶴鎮守府（現・舞鶴地方総監部）であることをその根拠とした。1998年3月、広島県呉市も「肉じゃが発祥の地」として名乗りを上げた。東郷は、舞鶴赴任より10年前に呉鎮守府（現・呉地方総監部）の参謀長として赴任していることを根拠とした。両市の発祥地論争がマスコミに取りあげられたことで、肉じゃがといえば「舞鶴・呉の双方が発祥地」との認識が広まった。発祥地論争を利用してライバル関係をアピールしながら双方が連携して肉じゃがと海軍ゆかりの街をアピールしている。

### ご当地グルメとして
それぞれの街ではご当地グルメの肉じゃがが考案され、地域おこしに利用されている。舞鶴、呉の肉じゃがは共に「海軍厨業管理教科書」の「甘煮」をもとにしている。
まいづる肉じゃが
京都府舞鶴市で提供されているご当地グルメである。肉じゃがで街を活性化する目的で、市民有志によって「まいづる肉じゃがまつり実行委員会」が結成され、市内の飲食店で販売されるようになった。材料には男爵いもを用いている。
くれ肉じゃが
広島県呉市で提供されているご当地グルメである。肉じゃが発祥の地として当市をアピールするために地元の市民団体を中心に「くれ肉じゃがの会」が結成され、会員店舗で販売されるようになった。材料にはメークインを用いている。

## 日本軍における調理法
陸海軍それぞれの教本に肉じゃがに相当する調理法が記載されている。

### 海軍厨業管理教科書「甘煮」
海軍経理学校で1938年（昭和13年）に刊行された『海軍厨業管理教科書』（舞鶴の海上自衛隊第4術科学校保管）には、作業の号令をかける烹炊指揮官の教育用に「甘煮」が参考料理として掲載されている。なお、これは号令をかける適切なタイミングを甘煮を例として示したものであって、正確にはレシピではない。
甘煮
材料：生牛肉、蒟蒻、馬鈴薯、玉葱、胡麻油、砂糖、醤油
1. 油入れ送気　※蒸気釜の熱源である蒸気を送って、加熱することを指す
2. 3分後生牛肉入れ
3. 7分後砂糖入れ
4. 10分後醤油入れ
5. 14分後こんにゃく、馬鈴薯入れ　
6. 31分後玉葱入れ
7. 34分後終了

### 陸軍軍隊調理法 「牛肉煮込み」
日本陸軍でも、1928年（昭和3年）に刊行されたレシピ集である『軍隊調理法』の中に「牛肉煮込」という名称の料理が記述されている。
牛肉煮込
料理
イ　鍋に「ラード」を入れ、牛肉、生姜、山椒の実及少量の葱を加へて空煎りし火の通りたるとき少量の湯を加へ、肉の軟くなる迄煮熟す。
ロ　肉の軟くなりたるとき人参、馬鈴薯の順序に投入して煮立て、砂糖、醤油にて調味し、最後に葱を入れて煮上ぐ。
この料理は現在の肉じゃがに似ているが、しかし高森は肉の軟くなるまで煮熟するのであれば「すき焼きにじゃがいもを放り込んだ料理」だとして、肉じゃがとは認めていない。